# Stentor (mitologia)
Stentor (gr. Στέντωρ Sténtōr, łac. Stentor) – w mitologii greckiej herold w wojsku greckim pod Troją, słynny z potężnego głosu; bohater Iliady Homera.
Był Trakiem, którego „miedziany” głos równał się sile głosu pięćdziesięciu mężczyzn.
Od jego imienia pochodzi określenie „stentorowy głos” (stentorowy śmiech; bardzo silny, donośny głos, śmiech).